# Andaman Południowy
Andaman Południowy – wyspa archipelagu Andamany leżącego we wschodniej części Oceanu Indyjskiego. Położona jest w południowej części grupy Wielki Andaman, który tworzy wraz z wyspami Andaman Północny, Andaman Środkowy oraz wieloma mniejszymi. Wchodzi w skład indyjskiego terytorium związkowego Andamany i Nikobary.
Wyspa zajmuje powierzchnię 1211 km², osiąga wysokość do 366 m. Na wyspie leży Port Blair, największe miasto i stolica całego terytorium.